# Anathallis graveolens
Anathallis graveolens é uma espécie de orquídea (Orchidaceae) originária do Brasil.